# Haff

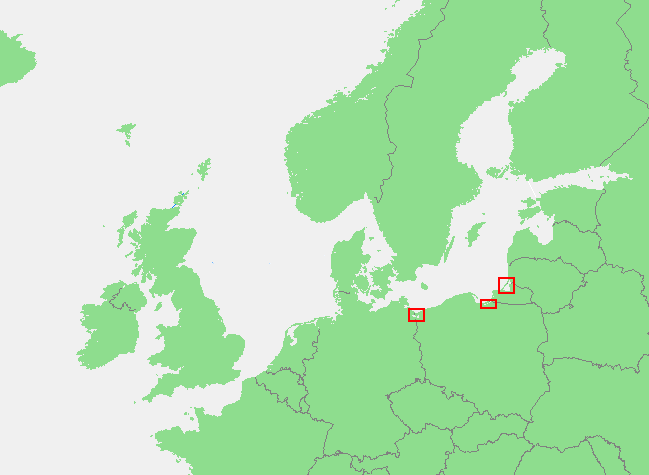
Exempel på platser där haffer förekommer.

Haff (tyska) är en bukt med bräckt vatten av låg salthalt på grund av inströmmande flodvatten. Den är skild från havet av öar eller en smal landtunga (näs). Haff förekommer längs Östersjöns södra kust, framför allt Kuriska sjön, Frisches Haff och Stettiner Haff. 
"Strandsjö" och "lagun" är i svenskan närmast synonyma begrepp. 